# Colidotea findleyi
Colidotea findleyi là một loài chân đều trong họ Idoteidae. Loài này được Brusca & Wallerstein miêu tả khoa học năm 1977.